# Corneel Seys
Pour les articles homonymes, voir Seys.
Corneel Neel Seys  est un footballeur belge, né le 12 février 1912 à Anvers, où il est mort le 10 janvier 1944.
Il a été défenseur au Beerschot VAC de 1930 à 1943. Avec l'équipe anversoise, il remporte deux fois le Championnat de Belgique en 1938 et en 1939.
Il a joué deux fois avec les Diables Rouges dont un match à la Coupe du monde en 1938.

## Palmarès
- International en 1938 (2 sélections)
- Participation à la Coupe du monde 1938 (joue 1 match)
- Champion de Belgique en 1938 et 1939 avec le Beerschot VAC